# Rievaulx
Rievaulx è un piccolo villaggio e parrocchia civile vicino a Helmsley nel contea di North Yorkshire ed insiste sul luogo ove era il cortile interno dell'abbazia di Rievaulx, in prossimità del fiume Rye. Il cortile interno del monastero conteneva edifici quali la birreria, il panificio e la foresteria.

## Etimologia
Il nome Rievaulx è composto dal nome Rye (il fiume) e dal nome franco-normanno val or valle = "valle". 
La pronuncia locale antica suonava "Rivers" e mutò in "Reevo" quando l'educazione diffuse una notevole familiarità con la lingua francese.

## Storia
L'abbazia fu chiusa durante la soppressione dei monasteri voluta da Enrico VIII nel 1535 e le fondamenta furono acquistate dal duca di Rutland. Egli era intenzionato a proseguire l'attività fusoria già condotta dai monaci. Perciò installò un altoforno alimentato a carbone e le strutture associate e le cave nell'area che poi divenne il villaggio di Rievaulx  Archiviato il 10 giugno 2007 in Internet Archive.. Questa attività proseguì fino all'interruzione occorsa con la Guerra Civile, con la produzione che cessò nel 1647.
Il villaggio diventò quindi di natura agricola e sussiste come piccolo insediamento, situato sotto l'abbazia e la terrazza e i templi di Rievaulx.  Il vecchio mulino ad acqua fu convertito ad abitazione around the workings, molti dei quali sono tuttora esistenti, inclusa la ruota del mulino, sebbene il mulino sia stato fuori servizio per un lungo tempo.
Il cottage del mugnaio è tuttora esistente ed è una struttura isolata.
Quando fu ammesso alla Camera dei Lord, Harold Wilson assunse il titolo di Barone Wilson di Rievaulx.